# José de Jesús González Hernández
José de Jesús González Hernández O.F.M. (Etzatlán, Jalisco, 25 de diciembre de 1964) es un obispo católico mexicano que ha servido en la Prelatura de Jesús María, el Nayar de 2010 hasta el 11 de febrero de 2022 en que fue nombrado por el papa Francisco como obispo de la Diócesis de Chilpancingo-Chilapa.
El 28 de mayo de 2019 fue nombrado miembro de la Congregación para los Institutos de Vida Consagrada y las Sociedades de Vida Apostólica ad quinquennium.